# Plaza de Armas de Villahermosa
La Plaza de Armas de la ciudad de Villahermosa, Tabasco en México, se localiza en el Centro Histórico de Villahermosa y fue trazada en el año de 1564 por el español Diego de Quijada, al fundar la ciudad con el nombre de Villa Carmona. En diversos momentos, la Plaza de Armas de Villahermosa, ha sido nombrada: "Plaza Mayor", "Plaza de la Constitución" (en 1813 al promulgarse la Constitución de Cádiz) y 1857 al promulgarse la Constitución de la República) y "Plaza José María Pino Suárez", restituyéndosele posteriormente su nombre de "Plaza de Armas".
Actualmente, se encuentran frente a la Plaza de Armas, edificios como el Palacio de Gobierno de Tabasco, el Palacio de Justicia, la H. Cámara de Diputados, la Iglesia de Nuestra Señora de la Inmaculada Concepción y el edificio del antiguo "Café del Portal".

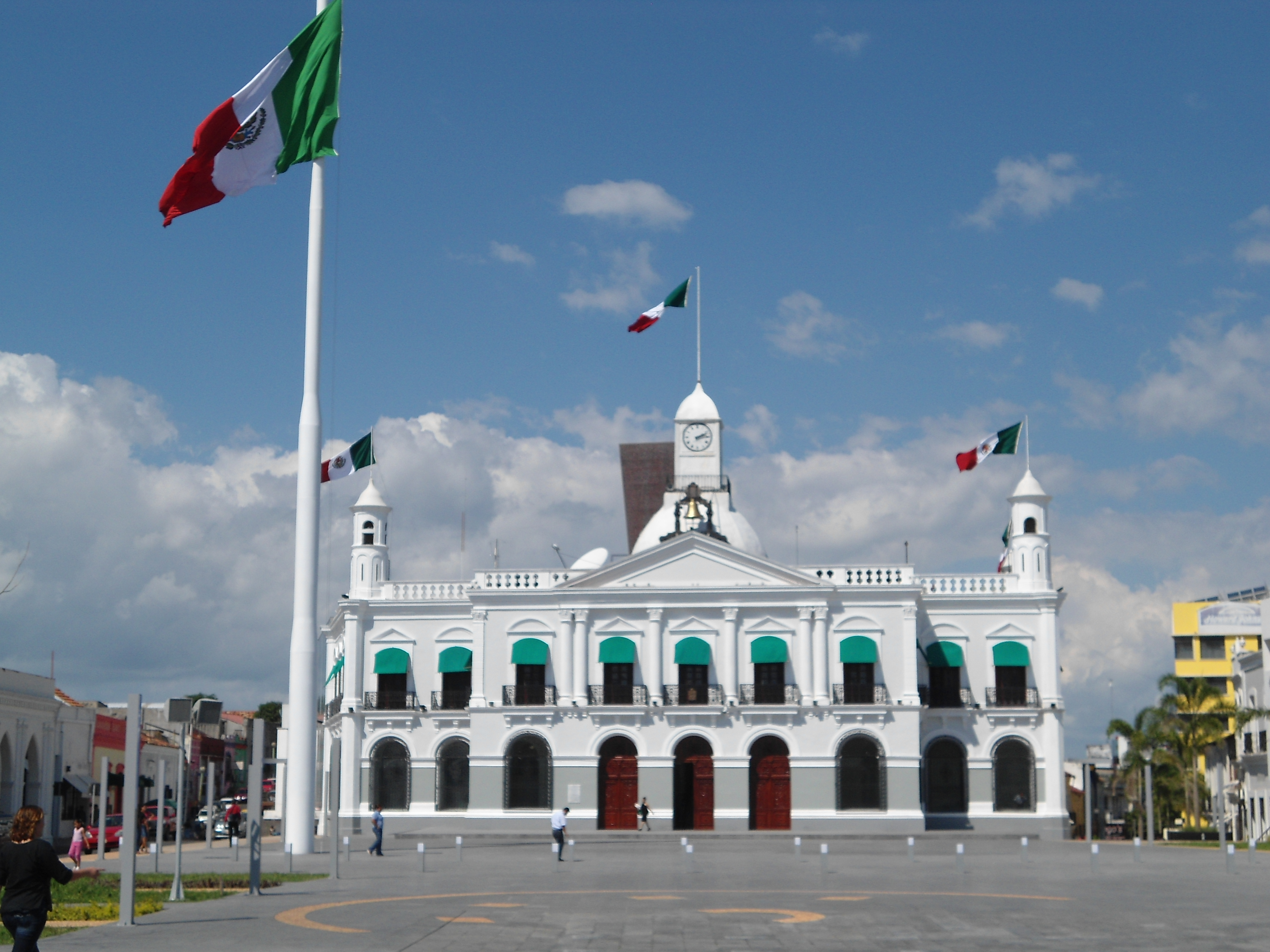
Palacio de Gobierno inaugurado en 1894 en la Plaza de Armas.

## Historia

### Plaza Mayor (1564 - 1813)
Diego de Quijada trazó la plaza principal de la ciudad en una loma a la que le llamó "Loma de la Eminencia", esto como le dijo al Rey en una carta "...fue para dejar la plaza libre de inundaciones, además de ser esta loma una defensa natural de la plaza ya que desde aquí se divisa muy bien el río..."
Fue en esta histórica plaza en donde se construyó la primera iglesia que hubo en la ciudad. Más adelante, se construyó también el cuartel general, la Casa Consistorial, el Ayuntamiento y la cárcel. Aunque por algunos momentos fue llamada indistintamente como Plaza de Armas.

### Plaza de la Constitución (1813 - 1814)
El 18 de marzo de 1813, fue jurada la Constitución de Cádiz, mediante oficio levantado en la sala Capitular de Villahermosa, y enviado al Virrey Francisco de Venegas, para conmemorar este hecho, se levantó un obelisco en el centro de la Plaza Mayor, el cual era llamado popularmente el "Pirame". El 3 de noviembre de 1813, fue promulgada en una solemne ceremonia, la Constitución de Cádiz, y para celebrar dicho acontecimiento, la Plaza Mayor, fue denominada Plaza de la Constitución.

### Plaza Mayor (1814 - 1830)
En diciembre de 1813 regresó al trono Fernando VII y abolió la Constitución de Cádiz, al enterarse de esto en 1814 el gobernador colonial de Tabasco Francisco Heredia Vergara ordenó cambiarle el nombre a la plaza por el de Plaza Mayor, dejando el obelisco en el centro de la plaza en donde se enterró la Constitución.                                      
Fue en esta plaza cuando el sábado 7 de septiembre de 1821, el general Juan Nepomuceno Fernández Mantecón proclamó la Independencia de Tabasco de la Corona española, y al día siguiente domingo 8 de septiembre, en la misma plaza, a las 9 de la mañana las autoridades tabasqueñas juraron el "Plan de Iguala" uniéndose Tabasco al Imperio Mexicano. 
El 10 de junio de 1822, el gobernador de Tabasco Manuel María Leytón, proclamó a Agustín de Iturbide como emperador de México, en un acto celebrado en la Plaza Mayor de Villahermosa. 
En 1830, las fuerzas centralistas que tomaron la capital del estado derrotando a los federalístas, derribaron el obelisco ubicado en el centro de la plaza.

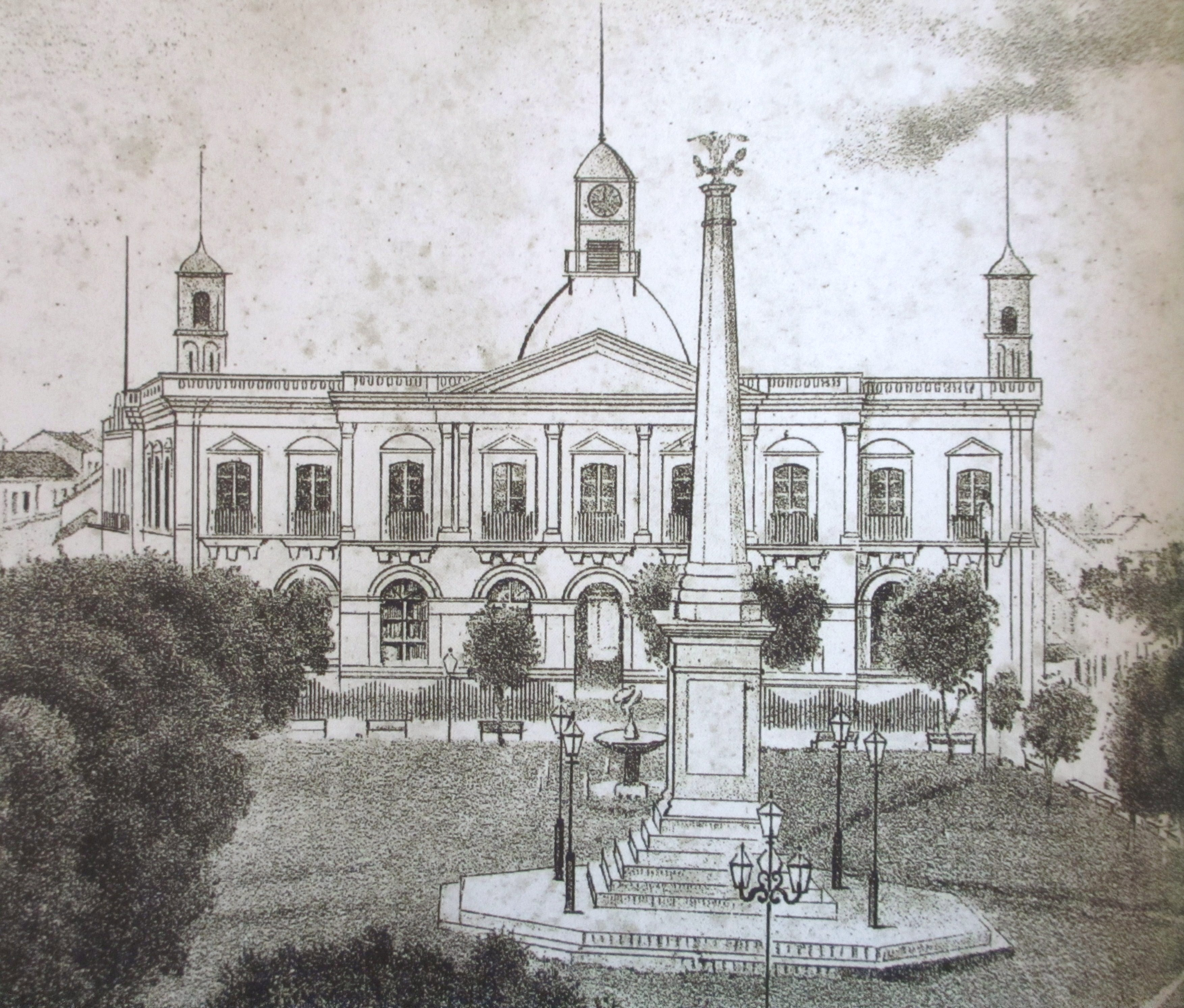
Aspecto de la Plaza de la Constitución hacia 1894 durante la inauguración del Palacio de Gobierno, y donde se aprecia el obelisco inaugurado en 1870.

### Plaza de Armas (1830 - 1857)
Con la finalidad de borrar el pasado colonial de la plaza, en 1831 se le cambió el nombre a la plaza por el de Plaza de Armas.
El general de brigada Manuel María Escobar nombrado gobernador interino de Tabasco, embelleció la Plaza de Armas en 1854 colocándole andadores pavimentados y plantando en los jardines naranjos, murallas y crotos, también se le rodeó de cadenas diseñadas por el italiano Ángel Ghigliazza.

### Plaza de la Constitución
En el año de 1857 al ser promulgada en Villahermosa, la nueva Constitución de 1857, las autoridades tabasqueñas, le cambiaron de nueva cuenta el nombre a la Plaza por el de Plaza de la Constitución. En conmemoración a este evento, se levantó un obelisco en la Alameda, el cual en 1870 fue trasladado a la plaza de la Constitución para conmemorar la expulsión de los invasores franceses en 1864. El obelisco estaba coronado con un águila mexicana posada en un nopal y devorando una serpiente.
El 27 de febrero de 1870, el entonces gobernador del estado Felipe J. Serra inauguró la "Columna de Febrero", un monumento conmemorativo a las gestas heroicas de los tabasqueños contra las invasiones extranjeras de 1846-47 y 1863-66 realizado por el cubano José Sánchez. Dicho monumento se localizaba en medio de la plaza y se levantaba sobre un amplio zócalo octagonal de un metro de altura con escalinatas en los cuatro lados, que sostenía un alto obelisco coronado con un águila nacional, la cual fue trasladada desde la Alameda. Al pie del obelisco se instaló una placa de mármol con el título: "Glorias de Tabasco", en el que se colocaron los nombres de las diferentes batallas que tuvieron lugar durante la intervención francesa en el estado.
El 2 de abril de 1885, el entonces gobernador del estado el Coronel Eusebio Castillo inauguró en la plaza la estatua denominada "Símbolo de la Paz", que remataba con un águila con las alas abiertas, como un homenaje al Presidente Porfirio Díaz.
El 5 de mayo de 1884 en el costado norte de la plaza se comenzó a construir el Palacio de Gobierno del estado, inaugurándose el 13 de diciembre de 1894.
En 1910 dentro de los festejos por el centenario de la Independencia, se le colocó a la plaza un enverjado y se construyó en el centro de la plaza un gran kiosco de dos plantas y una fuente, para tal fin, fue derribado el obelisco y el águila mexicana fue trasladada al monumento a la Independencia en el parque Hidalgo. Dicho enverjado fue retirado de la plaza entre 1915 y 1916.

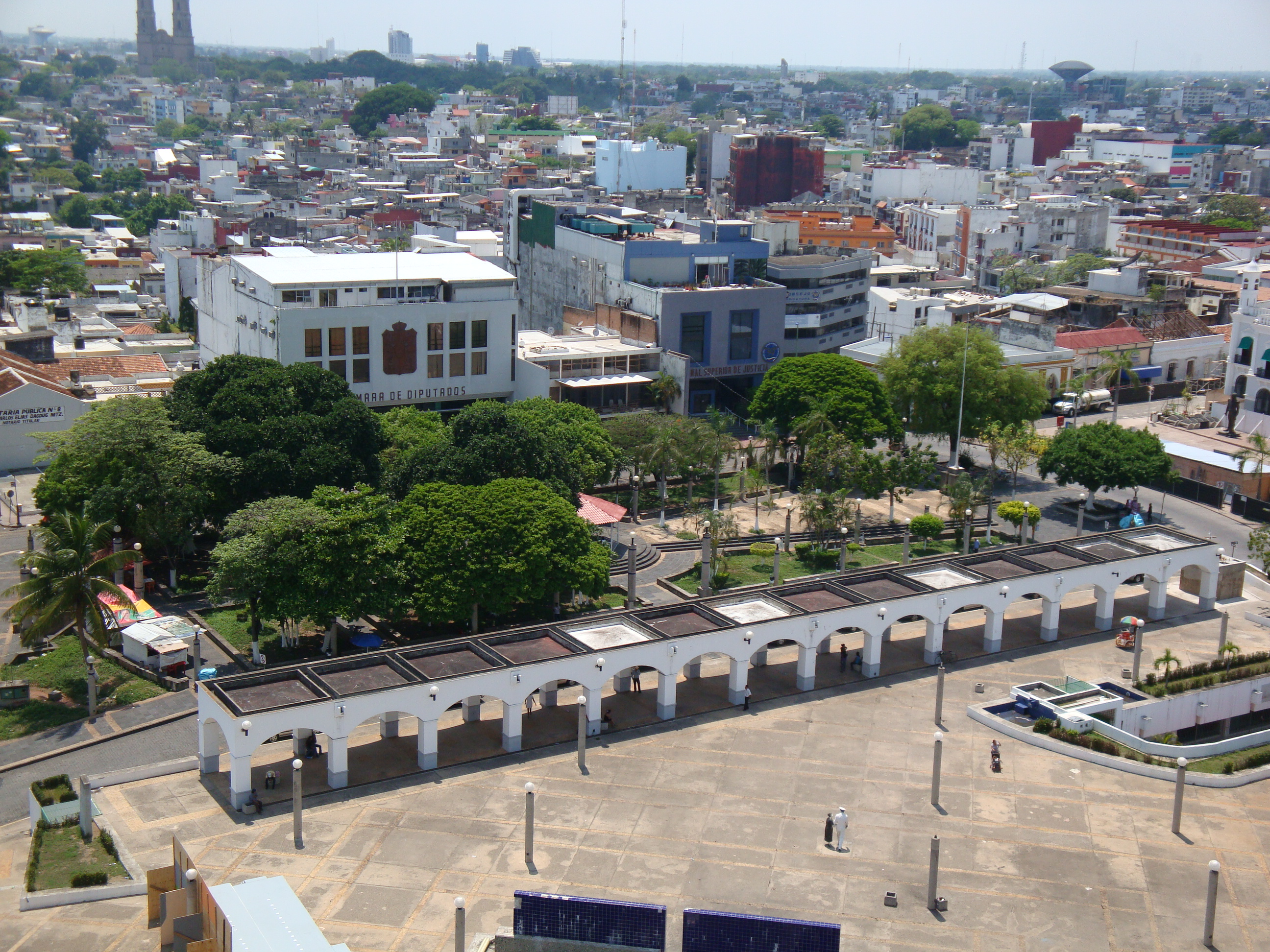
Vista panorámica de Plaza de Armas antes de su remodelación en 2011.

En la esquina suroeste de la plaza, formada por las actuales calles de Independencia y Allende Francisco I. Madero y José María Pino Suárez arengaron a la población cuando llegaron a San Juan Bautista en campaña por la Presidencia de la República  el 20 de septiembre de 1911.

### Plaza de Armas
A principios de 1920 se le cambió el nombre a la plaza nombrándola Plaza de Armas, aunque en enero de 1924 el entonces gobernador Tomás Garrido Canabal le puso por nombre Felipe Carrillo Puerto, después del asesinato de este líder amigo de Garrido,  sin embargo al dejar el cargo hacia 1935 a la plaza se le restituyó su nombre de Plaza de Armas. 
Ya en la década de los 70 por un breve tiempo llevó el nombre de Plaza José María Pino Suárez, para posteriormente, devolverle su nombre actual.
Antaño, la Plaza de Armas de la ciudad de San Juan Bautista (hoy Villahermosa) estuvo rodeada de edificios coloniales como la cárcel, el cuartel general, el edificio del Ayuntamiento, la célebre "Casa de Piedra" y otros, todos ellos ya desaparecidos, debido principalmente a los bombardeos indiscriminados provocados por las invasiones de los piratas, que incluso provocaron el cambio de poderes a la Villa de Tacotalpa en 1677, la invasión norteamericana de 1846 y 1847, la invasión francesa de 1863, así como las múltiples luchas civiles, revueltas y azonadas militares registradas en la entidad. Solo permanecen aún la Iglesia de Nuestra Señora de la Inmaculada Concepción, el Palacio de Gobierno construido en 1894 y el edificio del famoso "Café del Portal", que durante la década de 1950 fue sede de grandes fiestas de la sociedad villahermosina.

## Remodelación

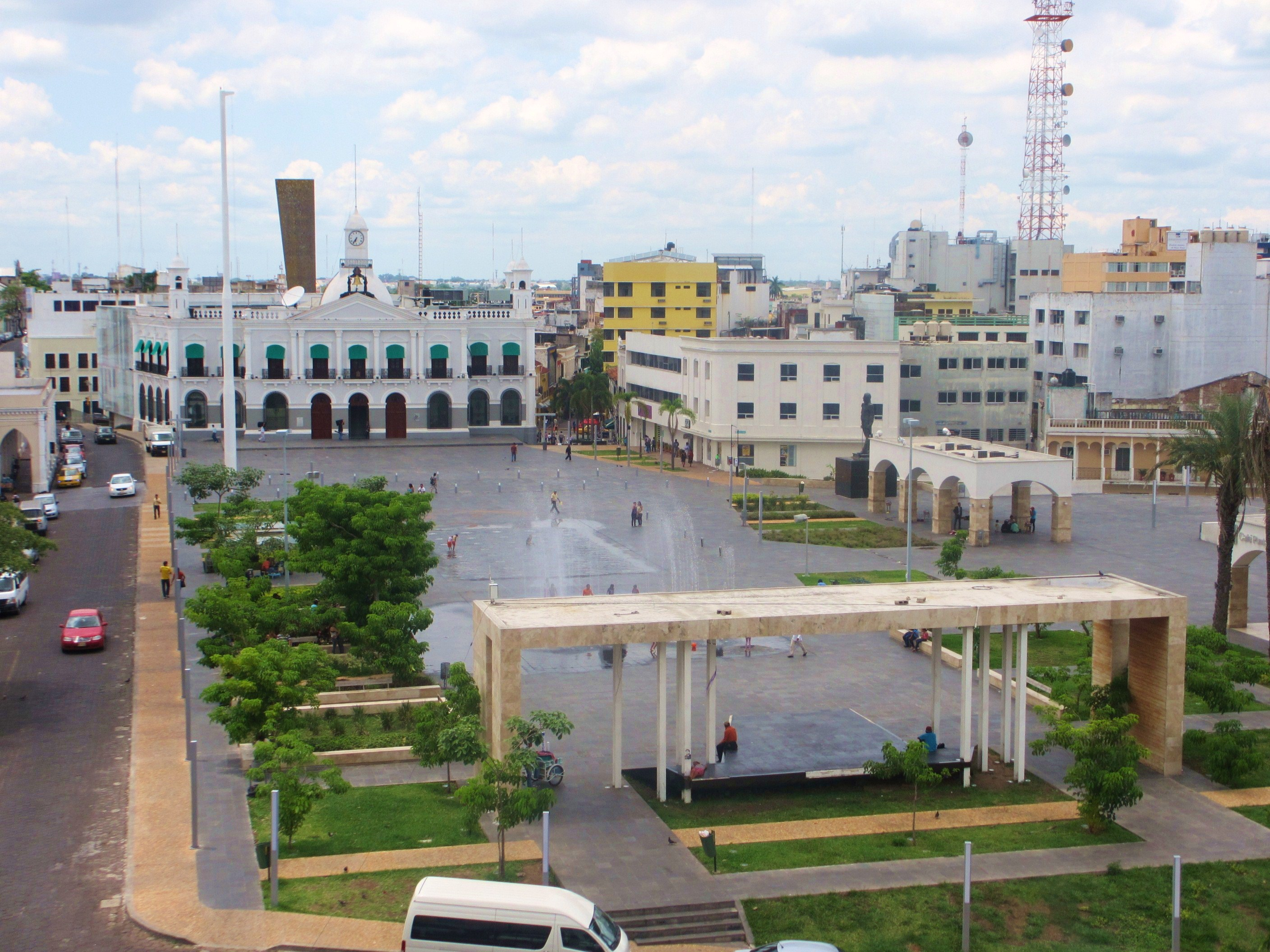
Vista de la Plaza de Armas desde la torre de la iglesia de la Inmaculada Concepción. Al fondo se aprecia el Palacio de Gobierno.

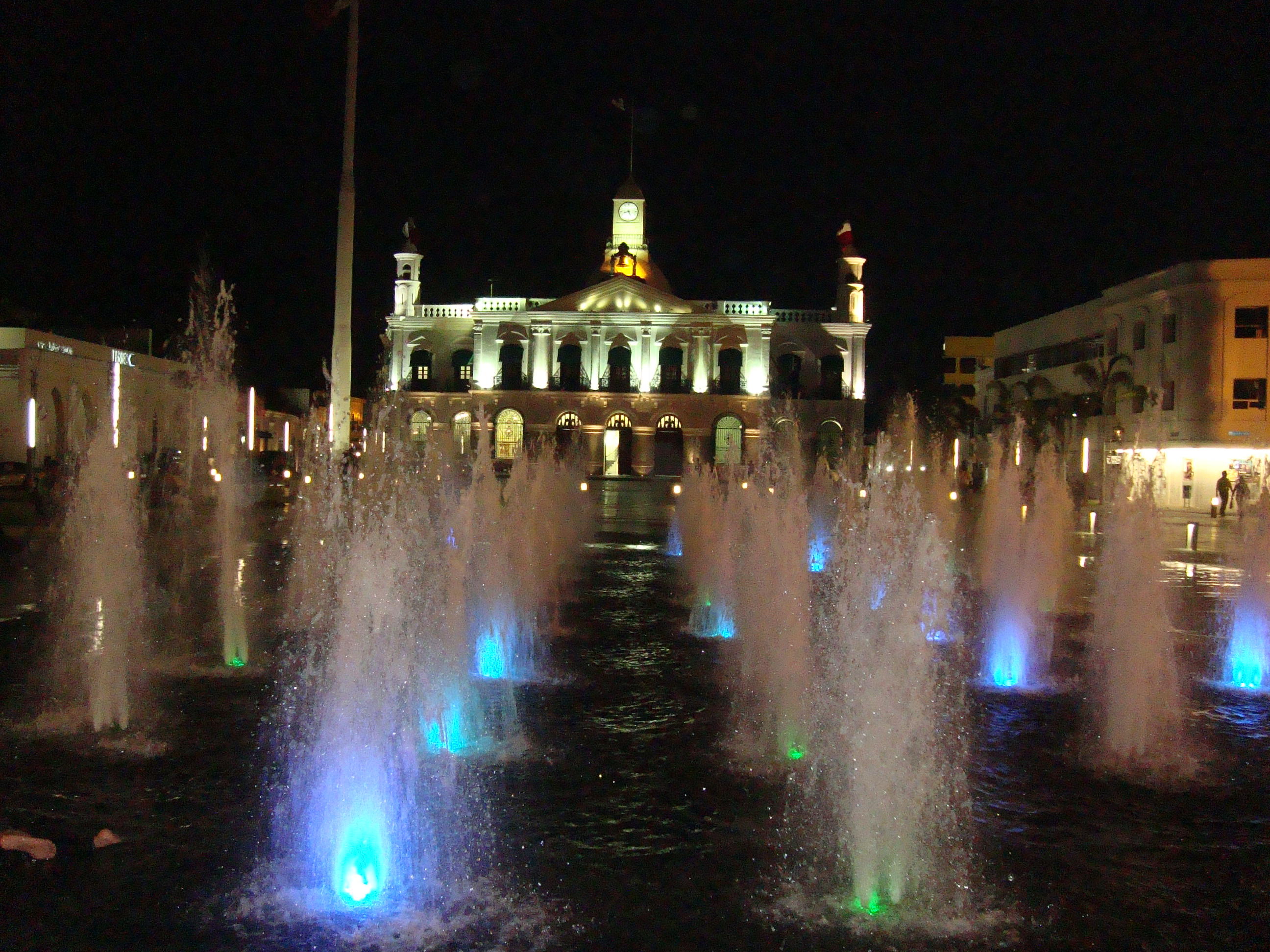
Plaza de Armas actualmente con las fuentes "danzantes".

La Plaza de Armas, ha sido remodelada en varias ocasiones, cambiándole mucho su aspecto original que tuvo en la época colonial. El 22 de marzo de 2011 se comenzó la última remodelación de la plaza, la reinauguracion fue el 15 de septiembre del mismo año en el marco de los festejos por el Grito de Independencia.
La nueva Plaza de Armas, de una extensión de 13 mil 500 metros cuadrados, cuenta con mil 100 metros cuadrados de áreas verdes, maceteros para arbustos, fuentes danzantes con escenarios y espejo de agua de 320 metros cuadrados, sistemas de multiplicidad de efectos, 40 chorros programables con sus vaporizadores de agua e iluminación, y área de juegos infantiles. Asimismo, un asta bandera de 30 metros de alto, con una réplica de nuestro lábaro patrio de 6 por 10 metros; foro artístico-cultural, red inteligente de riego en sus jardineras; se peatonalizó la calle Vicente Guerrero, la cual cuenta con bancas para la recreación de los paseantes.